# Единый национальный календарь Индии
Единый национальный календарь Индии был разработан в Индии в 1950-х годах. Принят с 22 марта 1957 года. Используется редко.
1. В основу нового календаря положена эра Сака, широко применявшаяся в течение двух тысячелетий во многих календарных системах Индии. 1892 год эры Сака соответствует времени с 22 марта 1970 года по 21 марта 1971 года григорианского календаря.
2. Средняя продолжительность года совпадает с таковой в григорианском календаре, то есть 365,2425 суток.
3. Гражданский календарный год в обыкновенном году содержит 365 дней, а в високосном — 366.
4. Начинается год со дня, следующего за днём весеннего равноденствия, что соответствует первому числу месяца Чайтра. В високосном году он совпадает с 21 марта, а в простом — с 22 марта.
5. Год состоит из 12 месяцев. В нём в високосные годы первые шесть месяцев имеют по 31 дню, а остальные — по 30. В простом году первый месяц состоит из 30 дней.
6. Для определения високосного года применяется следующее правило: к году эры Сака надо прибавить число 78, и если полученный год григорианского календаря является високосным (делится на 4, но не на 100, или делится на 400), то и год Единого национального календаря Индии високосный. Так, год 1890 эры Сака, соответствующий 1968—1969 гг. н. э., удовлетворяет указанному правилу, так как сумма 1890 + 78 = 1968 делится без остатка на 4, но не делится на 100. Каждый последующий четвёртый год, то есть 1894, 1898, 1902 и т. д., также будет високосным; но не будет таковым 2022 год эры Сака, соответствующий 2100—2101 гг. н. э. в григорианском календаре.

| № месяца | Название месяца | Дни месяца | Соответствуют датам григорианского календаря |
| -------- | --------------- | ---------- | -------------------------------------------- |
| 1        | Чайтра          | 1—30/31    | 22/21 марта — 20 апреля                      |
| 2        | Вайшакха        | 1—31       | 21 апреля — 21 мая                           |
| 3        | Джьештха        | 1—31       | 22 мая — 21 июня                             |
| 4        | Ашадха          | 1—31       | 22 июня — 22 июля                            |
| 5        | Шравана         | 1—31       | 23 июля — 22 августа                         |
| 6        | Бхадра          | 1—31       | 23 августа — 22 сентября                     |
| 7        | Ашвина          | 1—30       | 23 сентября — 22 октября                     |
| 8        | Картика         | 1—30       | 23 октября — 21 ноября                       |
| 9        | Аграхайана      | 1—30       | 22 ноября — 21 декабря                       |
| 10       | Пауша           | 1—30       | 22 декабря — 20 января                       |
| 11       | Магха           | 1—30       | 21 января — 19 февраля                       |
| 12       | Пхальгуна       | 1—30       | 20 февраля — 21/20 марта                     |